# Tratado de París (1814)
El Tratado de París, también conocido como Primer Tratado de París, fue firmado el 30 de mayo de 1814 luego de la primera abdicación de Napoleón I. El tratado terminaba la guerra entre Francia y la Sexta Coalición formada por el Reino Unido, Rusia, España, Austria, Suecia, Portugal y Prusia. Posterior al Tratado de Fontainebleau (1814) que incluía la abdicación de Napoleón I y la restauración de la Casa de Borbón. Fue rectificado por el Segundo Tratado de París firmado al año siguiente.

## Partes firmantes del tratado

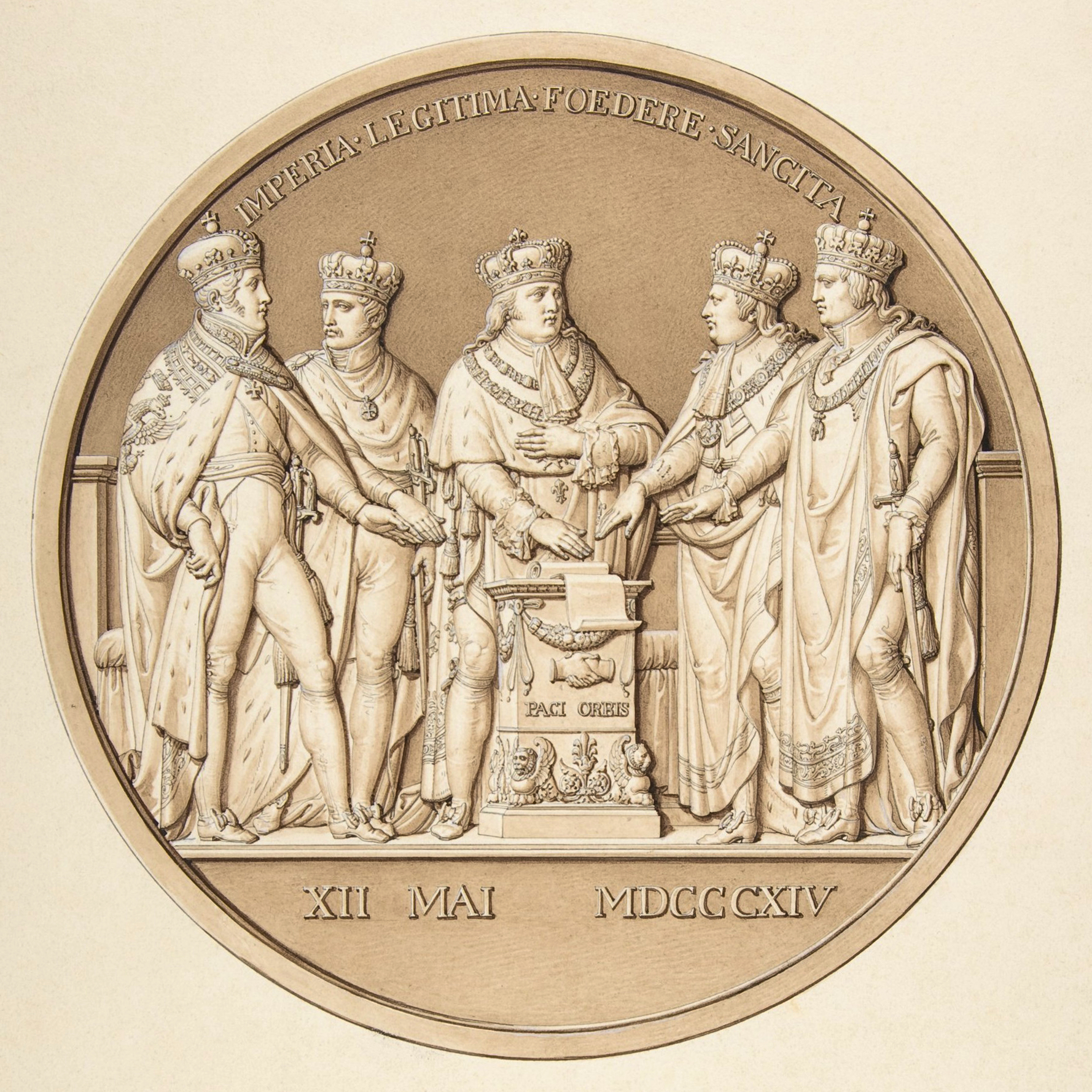
Diseño de medalla conmemorativa del Tratado de París de 1814, obra de Jacques-Édouard Gatteaux (1814).

Este tratado se firmó el 30 de mayo de 1814, tras un armisticio firmado el 23 de abril de 1814 entre Charles, conde de Artois, y los aliados. Napoleón había abdicado como emperador el 6 de abril, como resultado de las negociaciones del Tratado de Fontainebleau de 1814.
Las conversaciones de paz habían comenzado el 9 de mayo entre Talleyrand, que negociaba con los aliados de Chaumont en nombre del rey Borbón exiliado Luis XVIII de Francia, y los aliados. El Tratado de París estableció la paz entre Francia y Gran Bretaña, Rusia, Austria, y Prusia, que en marzo habían definido su objetivo bélico común en el Tratado de Chaumont. Los firmantes fueron:
- Charles Maurice de Talleyrand-Périgord, por Francia
- Lords Castlereagh, Aberdeen y William Cathcart por Gran Bretaña
- los condes Andrey Razumovsky y Karl Nesselrode por Rusia
- Klemens von Metternich y Johann Philipp von Stadion-Warthausen, conde de Warthausen, por Austria.
- el Baron Hardenberg y Wilhelm von Humboldt por Prusia.[5]

El Tratado también fue firmado por Portugal y Suecia, mientras que España lo ratificó poco después, en julio. Las partes aliadas no firmaron un documento común, sino que celebraron tratados separados con Francia, que permitían modificaciones específicas.

## Historia
Los términos del tratado fueron poco severos con Francia, para evitar el descontento popular que amenazaba la restauración de Luis XVIII de Francia. Se permitió a Francia conservar las fronteras de 1792, incluyendo unos 8495 km² de territorio capturado en 1790-1792, destacando Landau in der Pfalz, Saarlouis, Saarbrücken, Aviñón, Condado Venaissin, Condado de Montbéliard, Mandeure, Mulhouse y parte de Saboya, como Chambéry y Annecy.
La mayoría de las colonias que Francia había perdido durante el transcurso de Guerras napoleónicas le fueron devueltas, con la excepción de Malta, Tobago, Santa Lucía, la Isla Mauricio y el archipiélago de Chagos que fueron transferidas a los británicos. No obstante, los aliados victoriosos fueron conscientes de la posibilidad de que Francia llegase a tener otra vez acuerdos con otros estados, y con esto en mente, los territorios circundantes a Francia fueron reforzados.
Francia devolvió Santo Domingo a España, reconociéndose Saint-Domingue (actual Haití) como colonia francesa.
Los actuales países de Bélgica, Países Bajos y Luxemburgo fueron unidos bajo la Casa de Orange para formar un estado más fuerte, el Reino Unido de los Países Bajos; había provisiones similares en el sur al consolidar el reino de Piamonte-Cerdeña, recuperaba el Condado de Niza. Una provisión secreta, marcaba que Venecia podría ser transferida a Austria. Asimismo la Confederación del Rin, que era la heredera del Sacro Imperio Romano Germánico, quedó disuelta tras esta derrota napoleónica y terminaría siendo sustituida por la Confederación Germánica.
Se restauró en sus posesiones italianas a Fernando III de Toscana, en el Gran Ducado de Toscana. A María Beatriz de Este en el Ducado de Massa y Carrara y a su hijo Francisco IV en el Ducado de Módena.
A Suiza se le garantizó su independencia y se le entregó el municipio de Le Cerneux-Péquignot. En el Congreso de Viena además recibiría el Cantón del Valais, Ginebra, el Obispado de Basilea y el Principado de Neuchâtel (en unión personal con Prusia).
El tratado también estipulaba que Francia debería abolir gradualmente la esclavitud, durante un periodo de cinco años, con incentivos económicos y territoriales de los británicos.
Su negociador fue Charles Maurice de Talleyrand.
Cuando definitivamente cayó Napoleón tras los Cien Días, se volvió a realizar un Tratado internacional en París mucho más desfavorable para los franceses, además, se celebró el Congreso de Viena para resolver los temas europeos pendientes.

## El territorio de Francia en 1814
El tratado estipula en su artículo II: 

El reino de Francia conserva la integridad de sus límites, tal como existían al 1 de enero 1792. También recibirá un aumento de territorio [...]

, con la intención de no herir los sentimientos de los franceses.

Ganancias territoriales de Francia en el tratado de 1814.

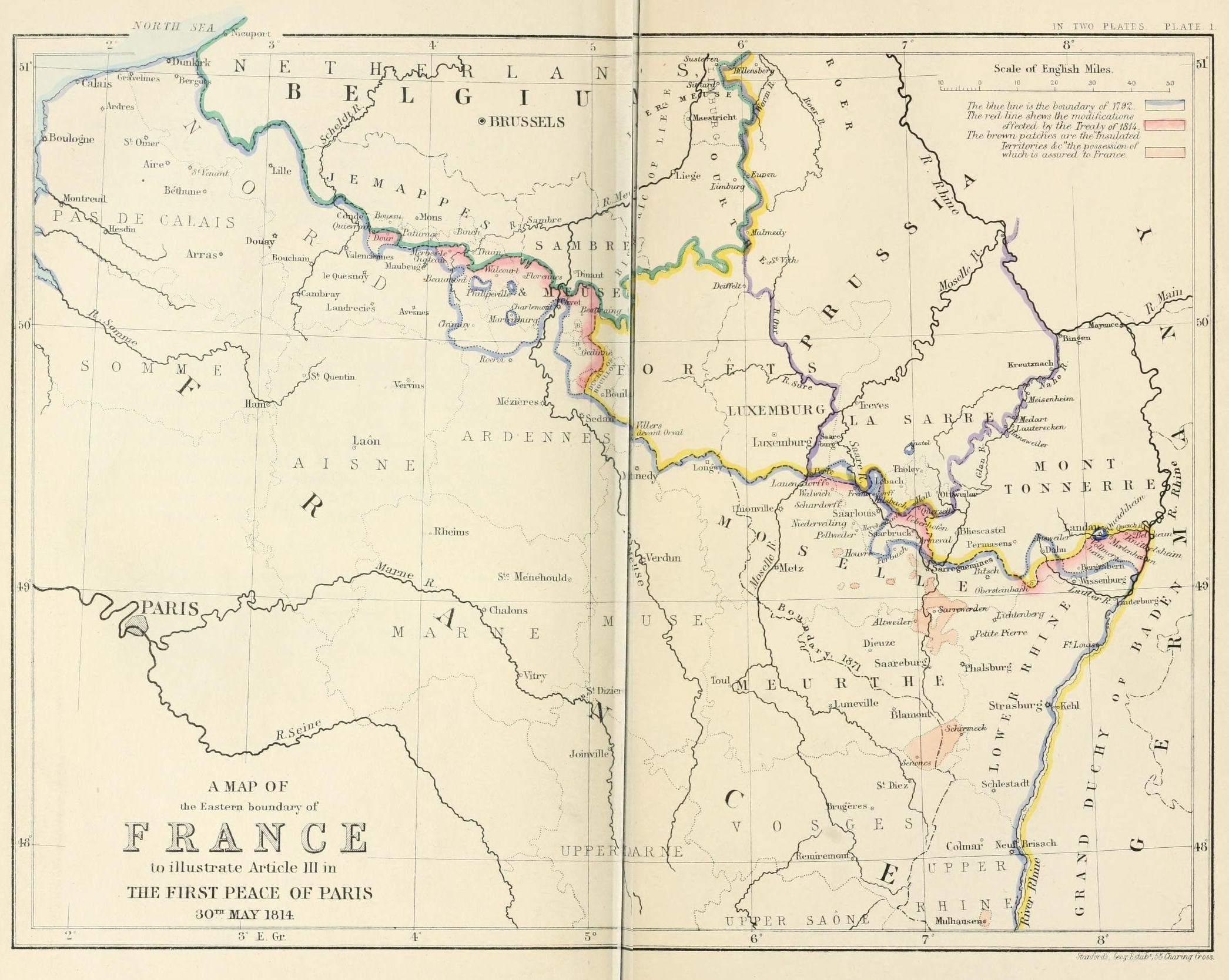
Límite nororiental de Francia después del tratado.

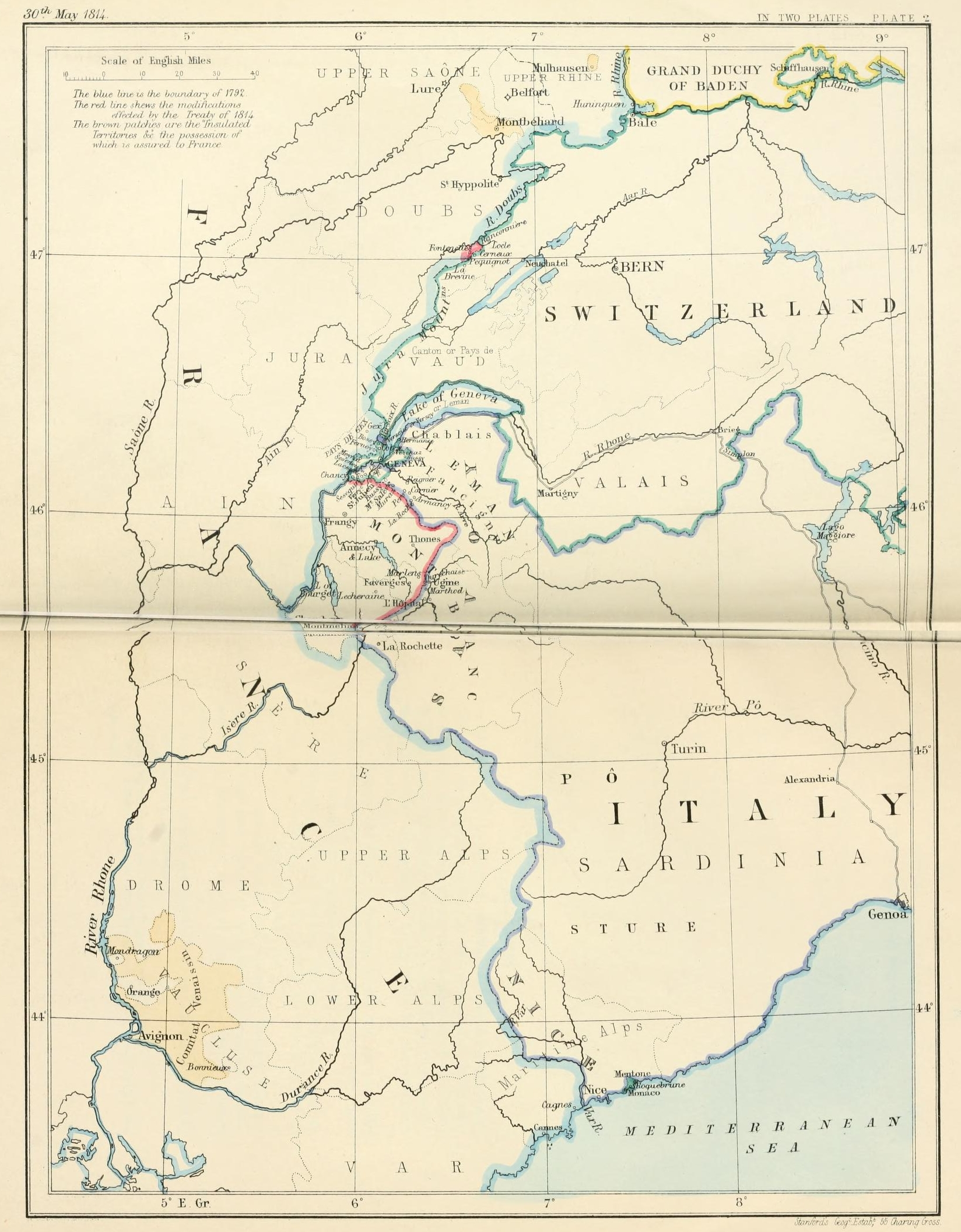
Frontera sureste.

### Los antiguos enclaves
Este aumento deja a Francia los territorios que, antes de 1789, formaban enclaves en el territorio francés:
- el Comtat Venaissin ;
- el principado de Montbéliard y Mulhouse;[9]
- Todos los enclaves que antiguamente pertenecían a Alemania, [...] ya sean incorporados a Francia antes o después del 1 de enero de 1792.

Así, Francia mantiene en la frontera noreste:
- Philippeville, Mariembourg, Sarrelouis y Landau in der Pfalz:[9]
- En el departamento de Genappe, los cantones de Dour, Merbes-le-Château, Beaumont y Chimay;
- en el departamento de Sambre-et-Meuse, los cantones de Walcourt, Florennes, Beauraing y Gedinne;
- en el departamento de Saarland, los cantones de Saarbrücken y Sankt Arnual así como parte del de Lebach;
- y la parte de los departamentos de Bas-Rhin y Mont-Tonnerre situada en la orilla derecha del río Queich, afluente del Rin.

### La frontera entre Francia y Saboya
Francia conserva, en el departamento de Mont-Blanc:
- el distrito de Chambéry, excepto los cantones de L'Hôpital, Saint-Pierre-d'Albigny, La Rochette y Montmélian;
- el distrito de Annecy, excepto una parte del cantón de Faverges.

El municipio de Cerneux-Péquignot se desprende de Doubs para el cantón de Neuchâtel.

### Mónaco
En aplicación del principio de legitimidad, el Príncipe de Mónaco recuperó su trono y Francia recuperó la protección que había ejercido sobre el Principado. Esta protección fue transferida al reino de Cerdeña en el segundo Tratado de París (1815).

### En ultramar
El Reino Unido cedió de nuevo a Francia Guadalupe, Martinica y Reunión pero conservó Malta, la "Isla de Francia" que se convirtió en Mauricio, las Seychelles, así como Tobago y Santa Lucía en las Indias Occidentales. Francia retrocedió Santo Domingo a España, y Saint-Domingue fue reconocida como colonia francesa, ya que no se reconoció la independencia de Haití proclamada en 1804 por Dessalines.
La ciudad Saint-Louis de Senegal también fue devuelta a Francia: la expedición enviada para tomar posesión de ella en 1816 dio lugar a un famoso terrible episodio (La balsa de la fragata Medusa), base de la pintura de la época del romanticismo La balsa de la Medusa.

## Abolición de la trata de esclavos
Por iniciativa de Inglaterra, que dominaba los mares y había abolido la trata de esclavos en 1807, se añadió un artículo adicional al Tratado de París de 30 de mayo de 1814 en el que se establecía que la trata de esclavos debía prohibirse en Francia en un plazo de cinco años, es decir, antes de 1819:
"Su Majestad Cristianísima, compartiendo sin reservas todos los sentimientos de Su Majestad Británica con respecto a un tipo de comercio que es repelido tanto por los principios de la justicia natural como por la ilustración de los tiempos en que vivimos, se compromete a unir, en el futuro congreso, todos sus esfuerzos a los de Su Majestad Británica. Británica, para que todas las potencias de la cristiandad se pronuncien por la abolición de la trata de negros, a fin de que dicha trata cese universalmente, como cesará definitivamente y en todos los casos, por parte de Francia, en un plazo de cinco años, y que además, durante la duración de este plazo, ningún tratante de esclavos pueda importar esclavos, ni venderlos en otra parte que en las colonias del Estado del cual es súbdito."
.

## Eventos posteriores
Varias potencias, a pesar de las intenciones pacíficas del tratado, seguían temiendo una reafirmación del poder francés. Los Países Bajos, ahora liberados del imperio francés, pidieron a Guillermo I de la Casa de Orange que fuera su príncipe; éste aceptó a finales de 1813. Este fue un primer paso para lo que ocurrió en 1815 durante el Congreso de Viena y, simultáneamente, los Cien Días de Napoleón. En marzo de 1815 se formó el Reino Unido de los Países Bajos, que añadió a los Países Bajos el antiguo territorio de los países bajos que habían sido gobernados por el Imperio Austriaco, y tuvo como rey a Guillermo I. Su hijo Guillermo se unió a la lucha en Waterloo, lugar de la batalla que se encontraba entonces bajo el Reino Unido de los Países Bajos. Aunque los holandeses iniciaron su petición a Guillermo I, las grandes potencias de las guerras napoleónicas habían hecho un pacto secreto para apoyar a una nación fuerte en esa frontera con Francia con Guillermo como su rey, en los Ocho Artículos de Londres, firmados el 21 de junio de 1814. Así, la acción de los holandeses contó con el fuerte apoyo de Gran Bretaña y de los demás firmantes de ese pacto.
El resultado fue esta campaña de Bélgica, que concluyó con la derrota en la batalla de Waterloo el 18 de junio de 1815. Tras la derrota en Waterloo, Napoleón llegó a París pensando todavía en resistir, pero el ambiente en las cámaras y en la opinión pública lo impidió y Napoleón no disolvió las cámaras parlamentarias ni declaró la dictadura. El 22 de junio Napoleón abdicaba en favor de su hijo Napoleón II, que se encontraba en Austria y nunca llegó a reinar. Napoleón se retiró a Malmaison y cuando los prusianos se acercaron se desplazó a Rochefort, desde donde esperaba marcharse a Estados Unidos. El 3 de julio, París se rindió a los ejércitos de la coalición. Luis XVIII volvió a su capital por segunda vez, cinco días después, y el emperador no llegó a América, ya que fue capturado y enviado al exilio de la isla Santa Helena, donde pasó el resto de su vida.
Muchos estados alemanes habían sido consolidados por Napoleón, y conservaron esa condición tras el Tratado de París de 1814. Prusia ganó territorio en el oeste de Alemania, cerca de la frontera con Francia, en un intercambio con Guillermo I de Holanda. En Italia, se reconocieron varias entidades políticas diferentes.
Tras el breve regreso al poder de Napoleón y su derrota, se firmó un nuevo Tratado de París al año siguiente, 1815.
El Tratado de París de 1815 se firmó el 20 de noviembre, y Francia y los aliados (Austria, Imperio Ruso, Prusia, Reino Unido y Reino Unido de los Países Bajos) fueron las signatarios. El tratado estipulaba que Francia volviera a sus fronteras de 1790, que pagara 700 millones de francos de indemnizaciones y el coste de un ejército de observación de 150.000 soldados. Este tratado era un cumplimiento en las conclusiones del Congreso de Viena y del Tratado de Fontainebleau  de 1814.